# Левенхаген
Левенхаген (њем. Levenhagen) општина је у њемачкој савезној држави Мекленбург-Западна Померанија. Једно је од 89 општинских средишта округа Остфорпомерн. Према процјени из 2010. у општини је живјело 428 становника. Посједује регионалну шифру (AGS) 13059050.

## Географски и демографски подаци
Левенхаген се налази у савезној држави Мекленбург-Западна Померанија у округу Остфорпомерн. Општина се налази на надморској висини од 3 метра. Површина општине износи 13,2 km². У самом мјесту је, према процјени из 2010. године, живјело 428 становника. Просјечна густина становништва износи 32 становника/km².